# Fermín Uriarte
Fermín Uriarte (ur. 1902, zm. 18 grudnia 1972) – piłkarz urugwajski, obrońca.
Jako piłkarz klubu Lito Montevideo był w kadrze reprezentacji podczas turnieju Copa América 1923, gdzie Urugwaj zdobył mistrzostwo Ameryki Południowej. Uriarte zagrał we wszystkich trzech meczach - z Paragwajem, Brazylią i Argentyną.
Uriarte, nadal jako gracz Lito, był w kadrze narodowej na Igrzyskach Olimpijskich w 1924 roku, gdzie Urugwaj zdobył złoty medal. Nie zagrał jednak w żadnym meczu.
Wciąż jako gracz klubu Lito był w kadrze reprezentacji podczas turnieju Copa América 1924, gdzie Urugwaj ponownie zdobył mistrzostwo Ameryki Południowej. Tu także Uriarte nie zagrał ani razu.
Od 24 czerwca 1923 roku do 22 sierpnia 1925 roku Uriarte rozegrał w reprezentacji Urugwaju 14 meczów, w których nie zdobył żadnej bramki.